# 奎瓦斯 (密西西比州)
奎瓦斯（英語：Cuevas）是位於美國密西西比州哈里森縣的非建制地區。

## 地理
奎瓦斯所處的海拔為高於海平面2米（即7英呎），而該地所採用的時區為UTC-6，即北美中部時區（CST）。同時該地設有夏令時間，為UTC-6調快一小時，即UTC-5（CDT）。